# Volkswagen Pointer
Volkswagen Pointer är en bilmodell från Volkswagen som tillverkades i Brasilien för den Sydamerikanska marknaden mellan 1994 och 1997. Bilen utvecklades av Autolatina i samarbete Ford och byggdes på samma plattform som den europeiska Ford Escort MkV med motorer från Volkswagen. Modellen hade fem dörrar och kunde fås i utförandena CLI 1.8, GLI 1.8, GLI 2.0 och GTI 2.0.    